# Tigaiga
Tigaiga es un barrio del municipio tinerfeño de Los Realejos, en las Islas Canarias (España). Situado bajo la ladera del mismo nombre, es uno de los enclaves históricos más importantes de dicho municipio, ya que desde lo alto de este risco se despeñó el mencey Bentor, penúltimo de los "reyes" aborígenes del Menceyato de Taoro, en un suicidio ritual que realizó para no entregarse a las tropas castellanas que habían conquistado su reino. Este episodio sucedió en el año 1496.
A partir de ahí comienza el desarrollo de un poblado en las faldas de este risco, al amparo de una fuente que aún continúa manando agua en la actualidad (aunque en poca cantidad), dando lugar a la Hacienda llamada de La Fuente dentro de cuyos límites se alzó la Ermita de Nuestra Señora de La Concepción (siglo XVI, siendo reformada en el siglo XX) que alberga una imagen de la Virgen María de autor anónimo y posiblemente procedente de las antiguas colonias españolas en América.
Otras Haciendas de este lugar son: El Cuchillo, La Era y La Coronela. En esta última existió una capilla privada donde se veneró durante unos 80 años la imagen de Nuestra Señora del Rosario que actualmente se encuentra en la Iglesia de Nuestra Señora de la Concepción en el Realejo Bajo.
Los primeros pobladores de este pago serían trabajadores agrícolas de la cercana Hacienda de Los Príncipes. El llamado Monte de La Corona junto a Tigaiga es famoso porque en él tuvo lugar una presunta aparición mariana en 1992 y que se convirtió en uno de los mayores fenómenos sociológicos de la historia de Canarias.

## Demografía
| 2000  | 2001  | 2002  | 2003  | 2004  | 2005  | 2006  | 2007  | 2008  | 2009  | 2010  | 2011  |
| ----- | ----- | ----- | ----- | ----- | ----- | ----- | ----- | ----- | ----- | ----- | ----- |
| 1.140 | 1.170 | 1.190 | 1.200 | 1.183 | 1.188 | 1.201 | 1.221 | 1.241 | 1.258 | 1.248 | 1.279 |

## Fiestas

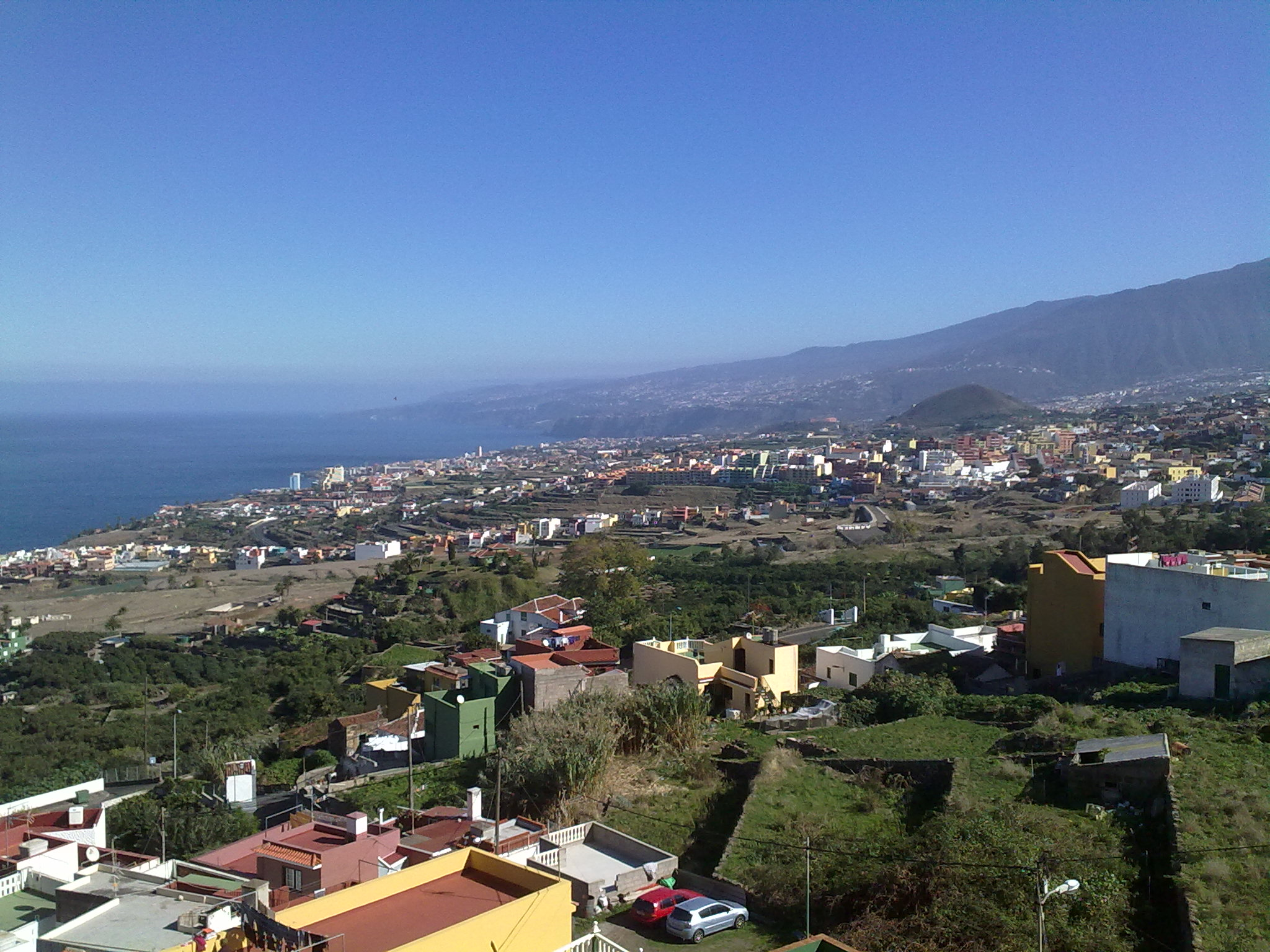
Vista parcial del barrio de Tigaiga.

Celebra este barrio dos fiestas al año: las de Nuestra Señora de La Concepción, que se celebran el primer domingo de septiembre; fiestas tradicionales y de raigambre histórica, ya que se vienen celebrando desde el siglo XVIII. La otra es la Romería de San Antonio Abad, de más reciente tradición, que se celebra desde los años noventa del pasado siglo, aproximadamente en el segundo domingo de enero. También hay que destacar la celebración de la Navidad, que se celebra en este barrio con especial dedicación, ya que se representa un portal viviente. Dicho portal se celebra desde el año 1972. En la actualidad el portal se realiza casi en exclusividad, por los mismos vecinos que construyen, decoran y lo representan.

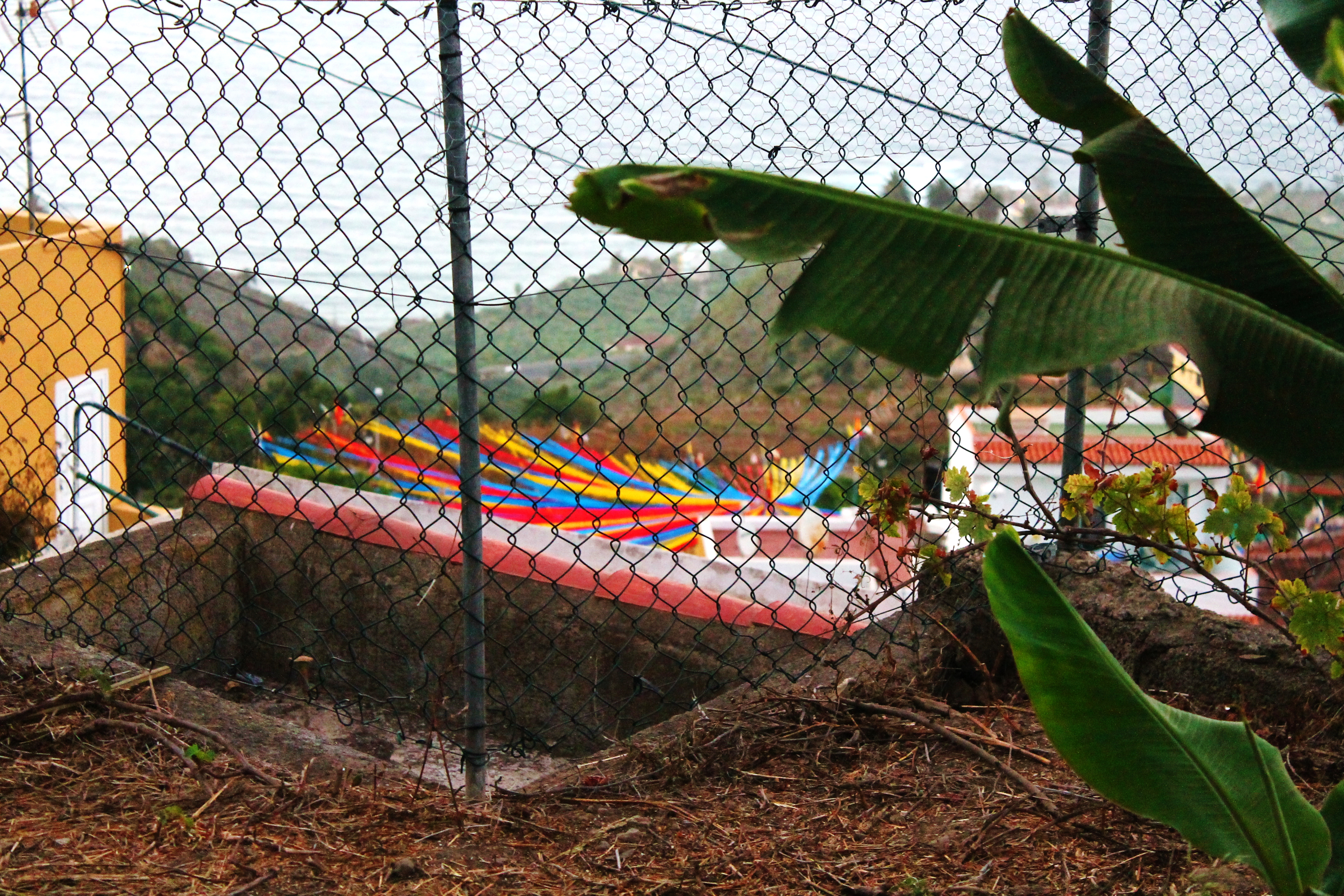
Al fondo la plaza de Tigaiga enramada.

Por otra parte, ha de destacarse que la realización del Portal Viviente de Tigaiga se realiza por gente que no posee el mismo grado de fe. Esto se explica por las diversas generaciones que pasan por el portal. A excepción de algunos/as actores son en su mayoría gente joven la que participan la gran parte de los papeles. Incluso en la actualidad al menos dos actores con voz en varias escenas se declaran abiertamente ateos. Está claro que el aspecto religioso no es el que más mueve actualmente la realización de este acto, sino la cooperación y el buen rato que pasan los tigaigueros que se involucran para no dejar morir una tradición, que más que nada crea una vínculos de amistad entre todos.

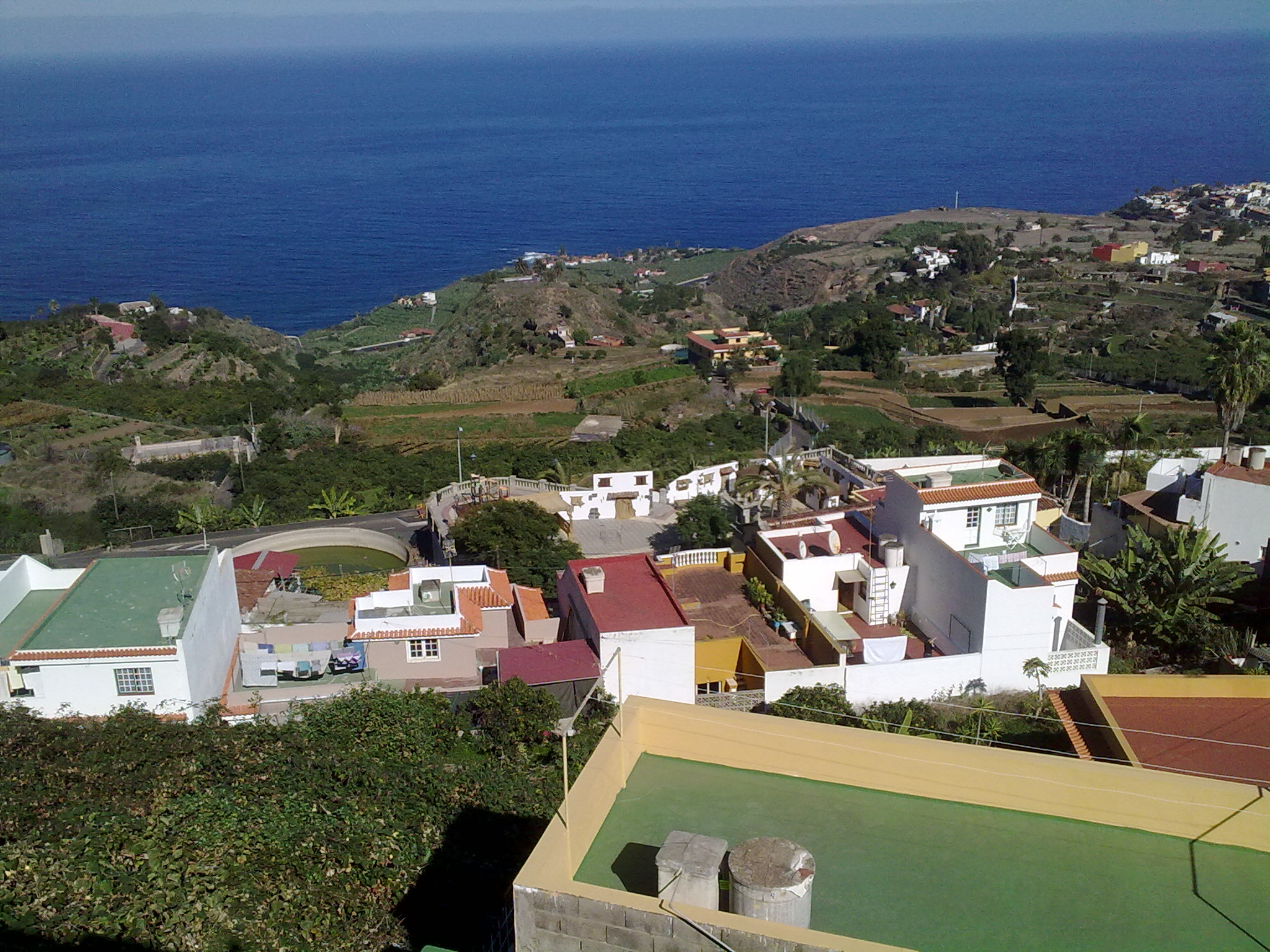
La plaza de tigaiga con el escenario de la última escena del Portal viviente en construcción.

En el año 2012, en su 40 aniversario, la actuación del Portal Viviente se suspendió por primera vez debido al mal tiempo. Sin embargo, el empuje de la gente hizo que se posponiese para el día 25 a las 8 de la noche.